# Prostitution en Palestine
La prostitution en Palestine est la place qu'occupe la prostitution en Palestine, en dépit de son interdiction.

## Statut légal
La prostitution dans l'État de Palestine est illégale, en vertu de la loi palestinienne,,,. Ramallah voit l'existence d'un phénomène de prostitution, mais les relations sexuelles avant le mariage sont considérées comme un tabou dans les territoires.
Un rapport de 2009 du Fonds de développement des Nations unies pour la femme (UNIFEM) et de SAWA-All the Women Together Today and Tomorrow, une ONG palestinienne, a suggéré qu'un nombre croissant de femmes se sont tournées vers la prostitution face à la pauvreté et à la violence,.

## Historique
Après être passé sous contrôle britannique pendant la Première Guerre mondiale, l'attitude des autorités envers la prostitution reflétait celle de la Grande-Bretagne. Les ordonnances publiées en 1925 (sous le haut-commissaire Herbert Samuel) et en 1927 (sous Herbert Plumer) introduisirent des lois sur la prostitution similaires à celles de la Grande-Bretagne. Le racolage, vivre des revenus de la prostitution et la tenue de bordels étaient interdits.
Il est prouvé que pendant la Seconde Guerre mondiale, les autorités militaires ont réglementé les bordels pour les soldats, y compris les examens médicaux.

## Situation actuelle
Selon un rapport publié en 2009, un nombre croissant de femmes dans la bande de Gaza et en Cisjordanie ont été contraintes à la prostitution par des trafiquants et des membres de leur famille. Le rapport Traite et prostitution forcée des femmes et des filles palestiniennes: formes d'esclavage des temps modernes a été soutenu par le Fonds de développement des Nations unies pour la femme (UNIFEM) et étudié par SAWA-Toutes les femmes ensemble aujourd'hui et demain, une ONG palestinienne, au cours du premier semestre 2008.